# 5606 Muramatsu
5606 Muramatsu è un asteroide della fascia principale. Scoperto nel 1993, presenta un'orbita caratterizzata da un semiasse maggiore pari a 2,2251427 UA e da un'eccentricità di 0,1287168, inclinata di 7,07893° rispetto all'eclittica.